# アニメだいすき!
『アニメだいすき!』は、読売テレビが1987年から1995年にかけて春休み・夏休み・冬休みの学休期間中にOVAやアニメーション映画を中心に放送していた関西ローカルセールスの特別枠番組。

## 概要
メインプロデューサーは、読売テレビ製作のアニメ番組プロデューサーとしても知られる諏訪道彦。
各シーズンの本放送時間帯は初期の頃は基本的に午前9:00 - 11:25で、放送期間中は『ルックルックこんにちは』を休止していた。また、シーズン7以降は15時台や16時台から放送されることも多々あった。
同局が放映していた映画番組『CINEMAだいすき!』のスタイルを踏襲しており、いわゆる姉妹特番に相当する。主プログラムのほか、成人指定に相当する作品を深夜枠に放映する『夜のアニメだいすき!』、大みそかから元旦まで数時間作品を放映する『初日の出・アニメだいすき!スペシャル』、人気声優のトークなどで構成された『アニメだいすき! 特別号』、そして学休期間外の祝日などに突発的に放映された『アニメだいすき! スペシャル』などの姉妹枠も存在した。
開始時に挙げたテーマは「アニメの活性化と可能性の開拓」。当時、テレビアニメの制約に縛られない映像表現を行なっていたOVAを放送し、多くの人にその存在を知ってもらおうという諏訪の使命感が動機だったという。1987年の春休みには、映画『ユニコ』『ルパン三世 カリオストロの城』、OVA『軽井沢シンドローム』などを7時間に渡って放送した。1988年には深夜帯で視聴率こそ1桁だったものの、占拠率は50%近く取って定着するに至った。第7回目になる1988年11月23日には押井守監督特集を行い、OVA『天使のたまご』『トワイライトQ 迷宮物件 FILE538』と共に押井へのインタビューを放送するなど、野心的な企画も行なっていた。本篇終了後にはOVA情報が放送されることもあり、『機動戦士ガンダム0080 ポケットの中の戦争』など当時の最新作の映像が一部ではあるもののいち早くテレビ放送されることとなった。インターネットや衛星放送が確立されていない当時、新作OVAの情報はアニメ専門誌の誌面上にほぼ限定されていたため、これもかなり画期的な出来事であった。
1988年シーズン4の最終作品放映終了後に『シティーハンター2』の放送開始に先駆け、「シティーハンター2・前夜祭！『実写版・シティーハンター2！』」と称した総集編を併せたスペシャルプログラムが放映された。MCは神谷明、伊倉一恵、そして第1話のゲスト・国生さゆりが参加し、シリーズの見どころなどが紹介された。また、シーズン5の放映の際にはよみうりテレビ開局30周年を記念した「よみうりテレビ・アニメ30年史！」のスペシャルプログラムを制作し、深夜に放送された。MCは神谷明、ゲストに古谷徹、富山敬、麻上洋子など、縁のある声優が参加し、よみうりテレビ制作作品を紹介しながらエピソードトークが繰り広げられたほか、主題歌がランキング形式で発表され、『ルパン三世 パイロットフィルム』も当時地上波で初放映かつノーカットで放送された。
番組が認知され始める1988年 - 1989年頃には、読売テレビが春と夏に番組イベントを行うに併せて本枠の主催イベントも開催され、主幹局のアニメのスタッフやプロデューサー、声優などがトークショーを繰り広げたほか、「真摯」にOVAやテレビアニメを社会に「正しく」浸透させることを主眼とし、アニメの置かれている環境をより良くするために様々な方法で探求していた。それに先駆け、シーズン6放映前後に視聴者にアニメに関する大規模なアンケート調査を行う旨が告知され、官製はがきに質問内容の回答を記載し、投函する方式が取られた。程なくして集計された結果や本枠の紹介や情報をまとめたA4サイズの『アニメだいすき！データブック』が回答者に郵送やイベント会場で無料配布されたり、本放送の視聴者プレゼントなどにされたりしていた。当時の社会の意識を反映し、「アニメは「市民権」を得たと思いますか？」や「OVAの存在意義と未来は肯定できますか？」などの現実的な質問内容が投げかけられていた。
回を重ねるにつれて本枠の存在は関東地区に伝わるようになり、よみうりテレビや日本テレビに関東地区へ同時ネットを希望する要望が多数寄せられたという。しかし、本枠は最終シーズンまで関西ローカル枠以外にネットされることはなかった。
後に諏訪は、本枠が東北新社やバンダイビジュアル、手塚プロダクションなどと会話して共にアニメを制作する機会になった旨を述懐している。

## 逸話
高校生当時に本枠を見ていたBS11のアニメ編成担当者は、2014年の年末から2015年の年始にかけてOVA『魔法使いTai!』全6話を放送する編成に際し、本枠の名を挙げている。また、脚本家の上江洲誠、声優の置鮎龍太郎、監督の橋本裕之や岸誠二は、いずれも出身地の関西地方に居住していた当時、本枠をよく見ていたという。
『妖刀伝』の監督を務めた山崎理は、第1作の評判があまり良くないと知った製作元から全4作の予定を全3作にまとめるよう相談されてシナリオ後半を急遽詰めたところ、本枠で第1作が放送されたことがきっかけで関西から人気が出てきたため、第3作の制作に着手した時点で製作元から全4作に戻せないだろうかと問われたが、今更増やすのは難しいので代わりに総集編の体裁で新作シーンを追加しつつまとめた劇場版を制作したという。

## オープニング・エンディング
オープニングは全シリーズを通して、デジタルエフェクトに乗せた映像に放映される作品をフィルムのような駒に見立てたものに嵌め込む方式で、全ラインナップの紹介が行われるもの。当該放映作品ごとに寸評と見どころが映像と字幕スーパーで示された後、本編が始まる。
エンディングは本編終了後、主に暗幕に字幕のみでの作品のあらすじや批評が示された後、スペシャルプレゼントの告知を経て、デジタルエフェクトに乗せた作品の映像にスタッフロールを載せたものが流されて終了する。シーズンによっては、OP・EDのメイキング映像などを紹介するものもあった。
OP・EDは「各作品ごと」に扱われ、作品が異なるごとに流されていた。
当日の放映作品のEDが終了した後には、OVAの新作を紹介するプロモーションビデオコーナーが設けられていた。
シーズン3まではオープニング内で作品の寸評と見どころが字幕スーパーで紹介されていたが、視聴者から「先入観を持ちたくない」などの否定的な意見が寄せられ、シーズン4から評価や寸評などはすべてエンディング内での紹介に変更された。この内容変更に関しては、シーズン4の初日放映のオープニング内で説明がなされた。
OP・EDには、当時の諏訪の同期だった藤門浩之（現：センテンス代表取締役社長）によるアイデアと大阪ソニーPCLスタッフによる編集のもと、著名な欧米アーティストの曲が使用されており、スターシップ「HEARTS OF THE WORLD」（シーズン1・OP）、ホイットニー・ヒューストン「I Wanna Dance with Somebody」（シーズン2・OP）、ティファニー「I Think We are Alone Now」（シーズン3・OP）、ベリンダ・カーライル「Heaven is a Place on Earth（ヘヴン・イズ・ア・プレイス・オン・アース）」（シーズン4・OP）、このほかにデビー・ギブソン「Out of the Blue」（シーズン5・OP）、アバ「That's Me」（シーズン12・OP）、オリビア・ニュートン＝ジョン「Xanadu」（シーズン13・OP）、クイーン「I Was Born Who Loves You」（シーズン17・OP）、カイリー・ミノーグ「The Loco - Motion」（シーズン21・OP）、ワム!「Last Christmas」（シーズン21・ED）、カルチャー・クラブ「Karma Chameleon」（シーズン23・OP）など時代を問わず、その時の洋楽シーンを席巻したアーティスト曲を積極的に使用していた。